# La Judería de Rodas
La Judería de Rodas (en ladino לה גודיריא, La Djudería) era el más antiguo barrio judío de la isla griega de Rodas. Este barrio estaba habitado por judíos sefarditas.

## Historia
Si bien la presencia judía en la isla de Rodas ha existido desde hace más de 2.000 años, los habitantes de La Judería no arribaron sino hasta después de la expulsión de los judíos de España en el siglo XVI. La comunidad judía de la isla vivió próspera y en paz con sus vecinos hasta mediados de los años 1930, cuando comenzaron las persecuciones fascistas. En su momento de mayor auge, la población del barrio llegó a ser de unas 4.000 personas.

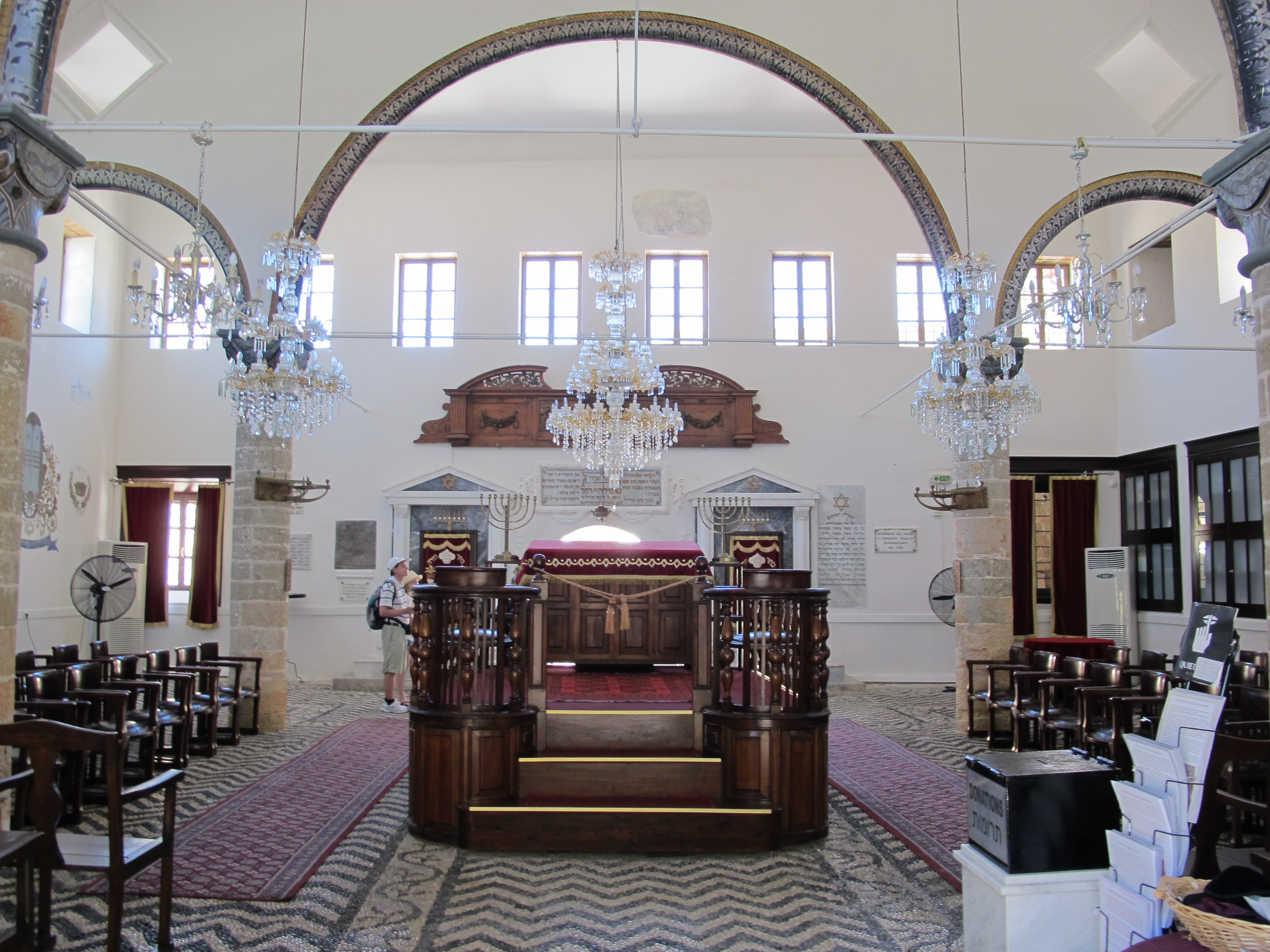
Sinagoga Kahal Shalom.

## Geografía del barrio
La Judería de Rodas está ubicada en el este de la ciudad vieja de Rodas, cercana a un muelle que es usado por los barcos cruceros. El barrio está centrado a lo largo de la Calle Dossiadou, donde se encuentra la sinagoga Kahal Shalom, que es la única de las seis sinagogas de La Judería que aún se encuentra en pie y es la sinagoga en uso más antigua de toda Grecia. Además, entre otros lugares de interés, se encuentra el Museo de la Comunidad Judía de Rodas, la Plaza de los Mártires Judíos, que rinde homenaje a los miembros de la comunidad que perecieron en el Holocausto; esta plaza se encuentra cerca del centro del barrio; también se encuentra la escuela de la Allianza Israelita Universal, el lugar donde se encontraba la sinagoga Gran Kahal y muchas placas en diversos lugares, escritas en ladino y en italiano. Fuera de los límites de La Judería de Rodas, se encuentra el Cementerio Judío de Rodas, que fue inaugurado en el siglo XVI y se considera uno de los cementerios judíos mejor conservados de Europa.